# Дзукки, Франческо
Франческо Дзу́кки, или Цу́кки (итал. Francesco Zucchi; 1692, Венеция — 13 октября 1764, Венеция) — итальянский художник: рисовальщик и гравёр. Представитель большой семьи художников-гравёров венецианской школы. Мастер офорта, гравюры резцом на меди и меццо-тинто.

## Биография
Франческо Дзукки был сыном (в иных источниках: братом) Андреа Дзукки (1679—1740), братом Карло Дзукки Старшего 1682—1767) и Лоренцо Дзукки (1704—1779). Учился рисунку и гравированию у отца (или брата) Андреа в Порденоне (область Венето). Его сыновьями были гравёр Джузеппе Дзукки (1721—1805), живописец и гравёр Антонио Дзукки (1726—1795). Родственник семьи — живописец периода позднего барокко и неоклассицизма Пьетро Скальвини.
В 1750 году Франческо Дзукки в поисках работы отправился в Дрезден. Его деятельность в Германии была прервана Семилетней войной, и ему пришлось вернуться в Венецию. Работал, в основном, в Северной Италии.
Наследие художника включает портреты, репродукционные гравюры с живописных оригиналов венецианских художников, виды городов: Венеции, Брешии, Брессаноне и множество иллюстраций книг, включая итальянский перевод 1742 года «Потерянного рая» Джона Мильтона.
Братом Франческо в отдельных источниках называют также Карло Дзукки Младшего, работавшего в Дрездене и Санкт-Петербурге.

## Галерея

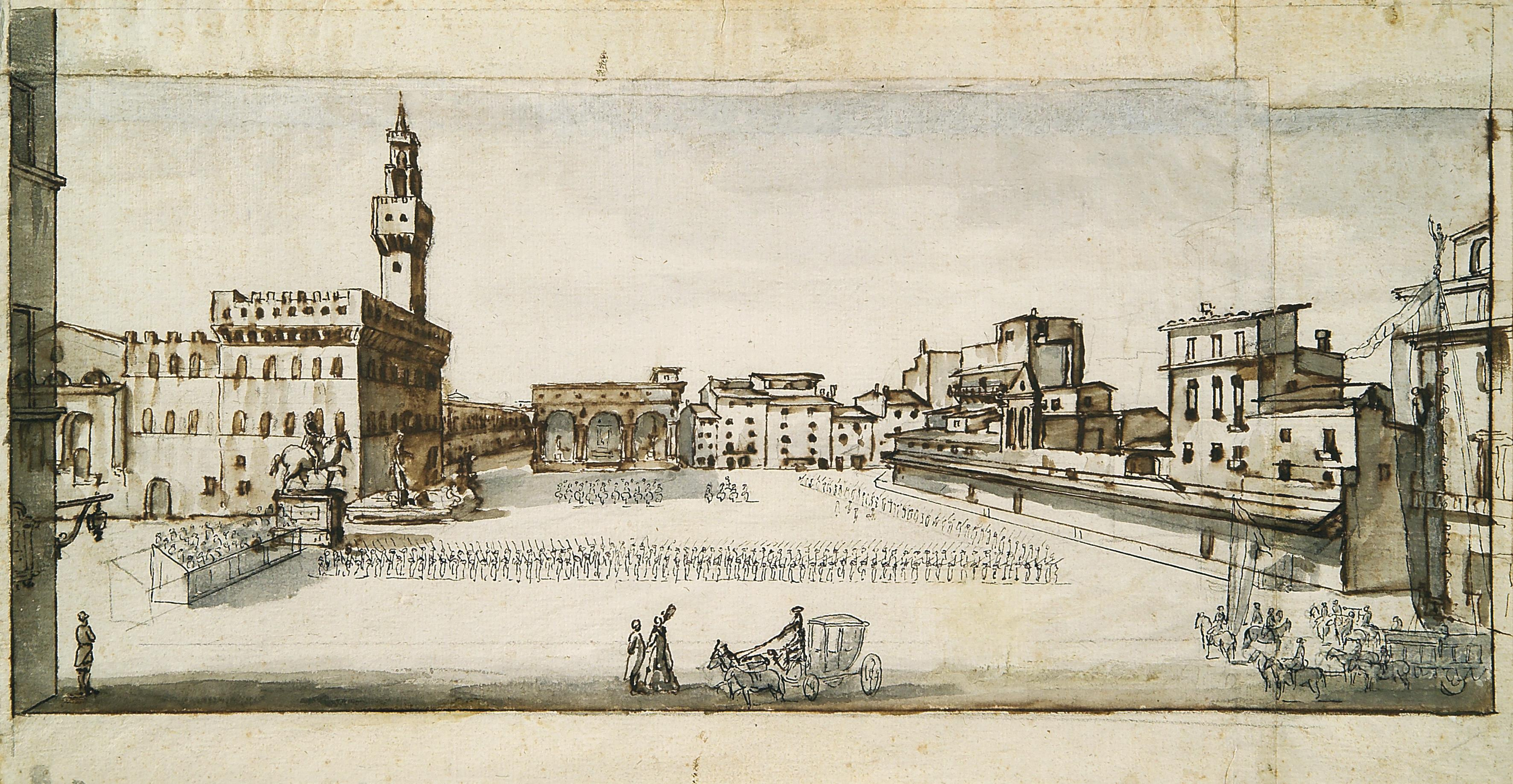
Пьяцца делла Синьория во Флоренции. Бумага, перо, кисть, чернила
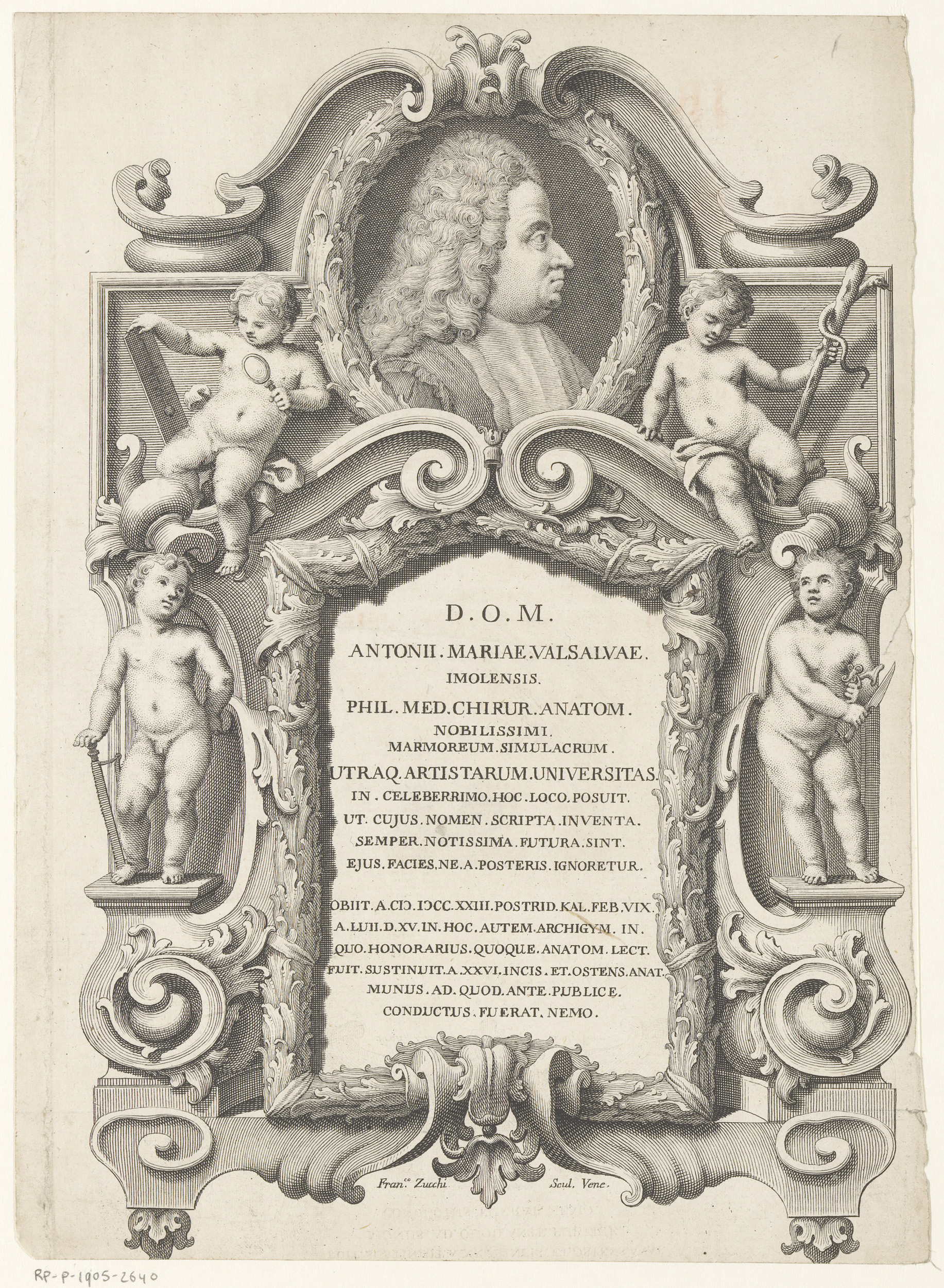
Памяти анатома Антонио Марии Вальсальвы. Титульный лист. Офорт. Рейксмюсеум, Амстердам
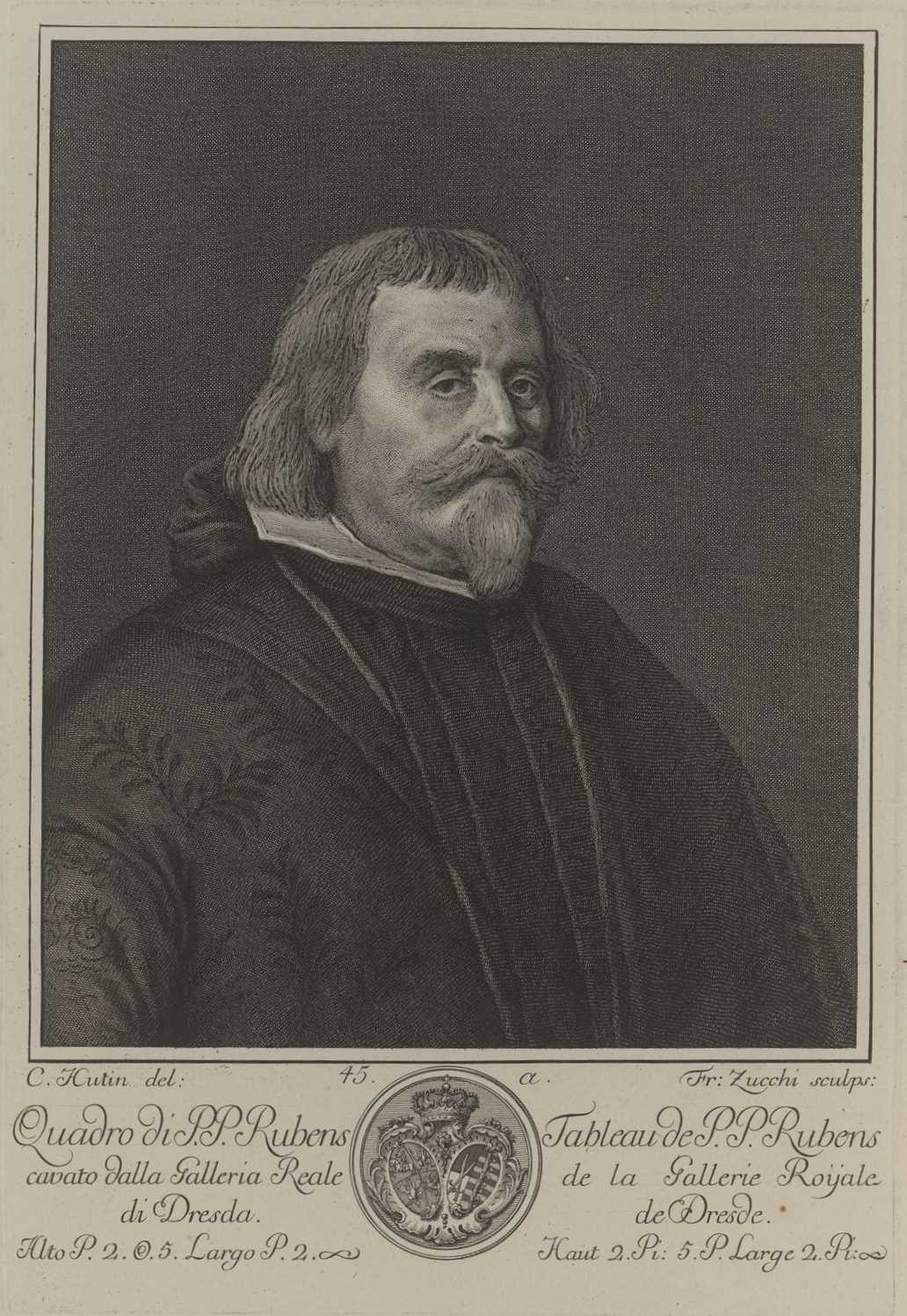
Портрет кавалера ордена Святого Иакова. По оригиналу Д. Веласкеса. Ок. 1750. Гравюра на меди, смешанная техника
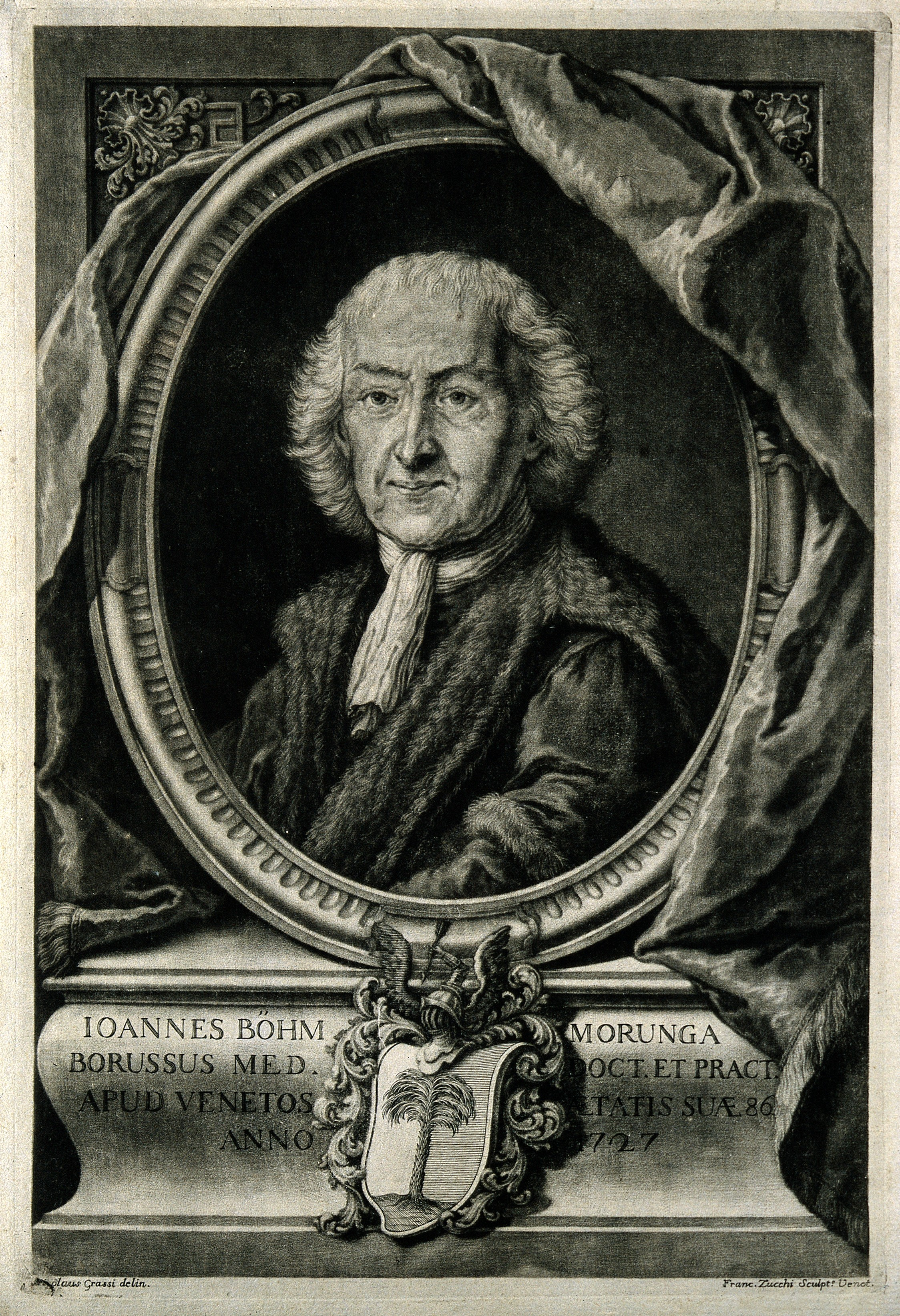
Иоганнес Бём (Морунга). 1757. Меццо-тинто
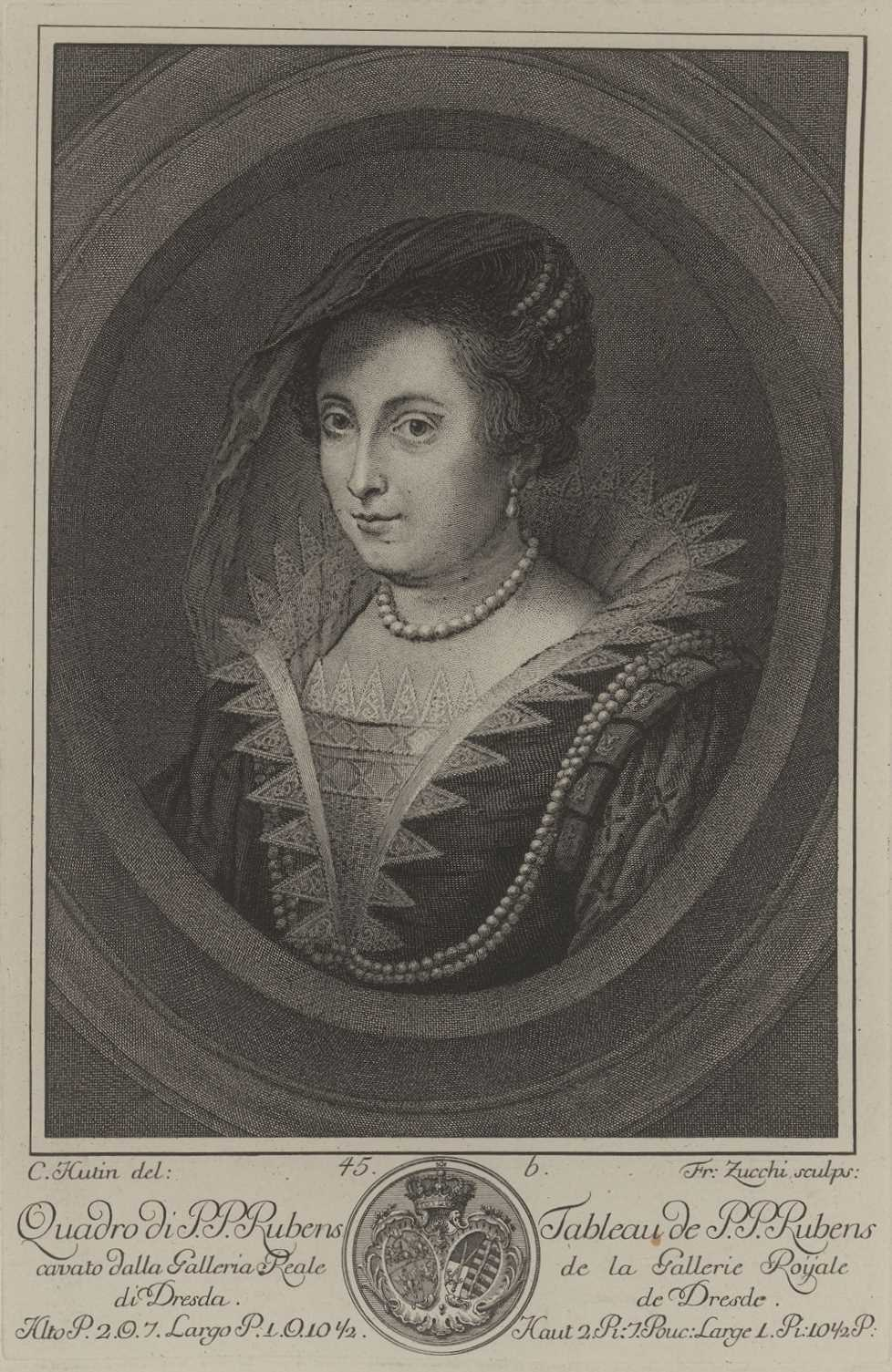
Портрет дамы в голубом платье с высоким остроконечным воротником. По оригиналу А. Ван Дейка. Ок. 1750. Гравюра на меди, смешанная техника
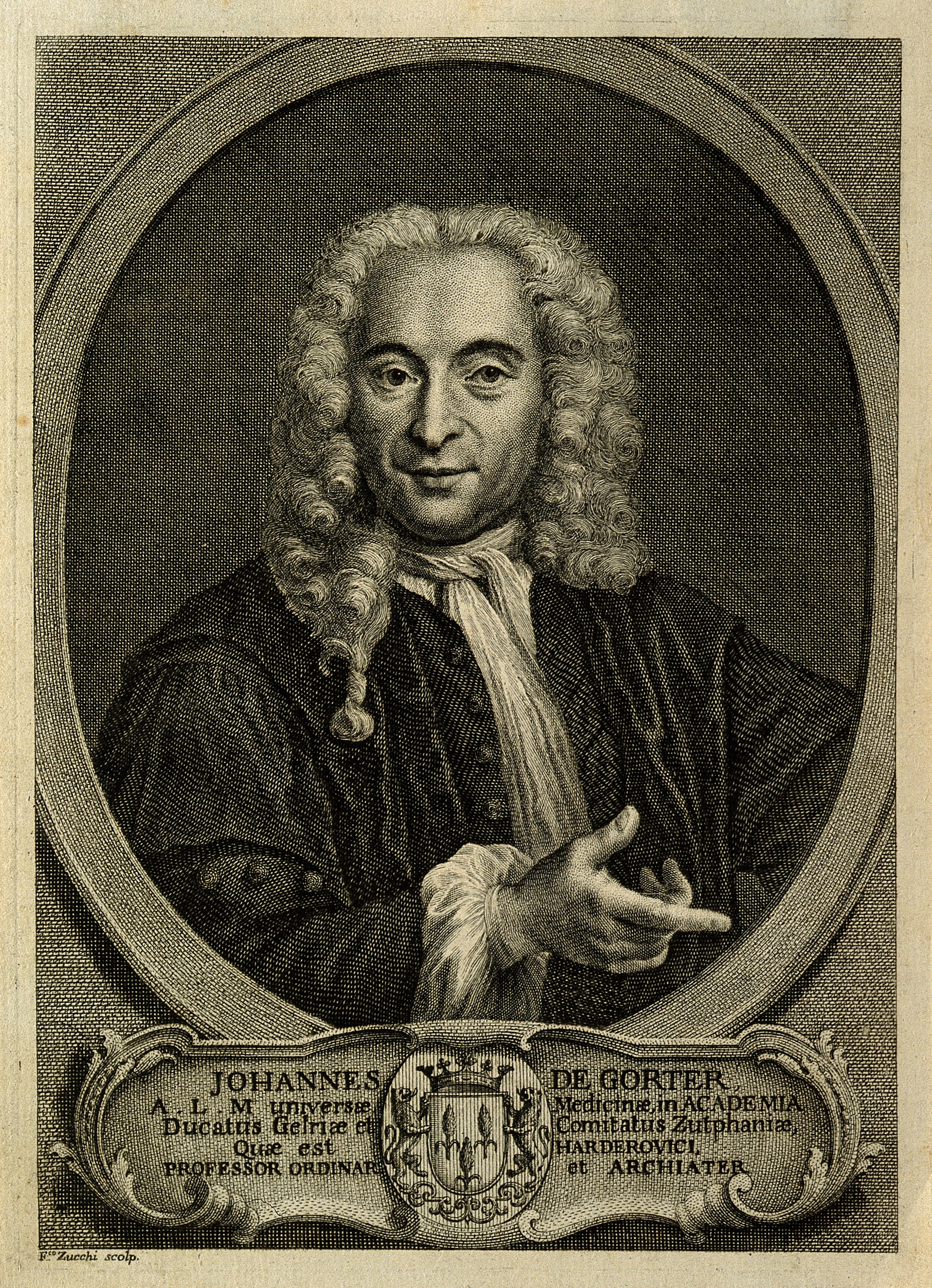
Портрет медика Иоганнеса де Гортера. Офорт